# Bo Ljungberg (friidrottare)
Bo Alexander Ljungberg, född 21 november 1911 i Stoby församling, Kristianstads län, död 19 mars 1984 i Jönköping, var en svensk friidrottare (stavhopp, trestegshopp och mångkamp). Han tävlade för först IFK Hässleholm (fram till och med 1929), därefter för Malmö AI och vid sitt sista SM år 1944 för Alingsås IF. Han utsågs 1934 till Stor Grabb nummer 80 i friidrott.
Civilt utbildade han sig till jur. kand. Han var under en period ledamot i Svenska Friidrottsförbundets styrelse. Ljungberg är begravd på Skogskyrkogården i Jönköping.

## Främsta meriter
Ljungberg hade svenska rekordet i stavhopp 1935–1946. Under perioden 1932 till 1944 vann han totalt 20 SM-medaljer i stavhopp, trestegshopp och tiokamp, varav två guld i stav och tre 3 i tresteg.
Han kom sexa i stav vid OS 1936, och vid EM 1934 och 1938 tog han silver.

## Idrottskarriär
Ljungberg vann vid SM 1932 guld både i stavhopp (på 3,85 m) och tresteg (14,33 m).
Han upprepade bedriften 1934, fast på andra resultat (4,00 resp. 14,73 m - det senare hans personliga rekord). Detta år tog han även silvermedaljen i stav vid EM i Turin (på 4,00 m).
Ljungberg vann 1935 för tredje gången SM-guld i tresteg (resultat 14,49 m). Den 5 oktober 1935 slog han dessutom i Lund Henry Lindblads svenska rekord i stavhopp från 1931 (4,13 m) med ett hopp på 4,15 m. Detta skulle slås 1946 av Lars Andrén.
Vid OS 1936 kom han delad sexa i stavhopp på 4,00 m.
Vid EM 1938 i Paris tog han silver i stav, åter på resultatet 4,00 m.

## Personliga rekord
- Stavhopp: 4,15 m (Lund 5 oktober 1935)[14]
- Tresteg: 14,73 m (Stockholms Stadion 18 augusti 1934)[15]
- Tiokamp: 6507[16]/6068[17] poäng (Norrköping 25 juli 1937). Serie[18]: 11,6s 6,86m 12,27m 1,75m 56,5s 16,3s 38,39m 3,90m 53,26m 5:44.9min[19]